# Frederiksberg Alliancen 2000
Frederiksberg Alliancen 2000 (kaldet FA 2000) er en fodboldklub på Frederiksberg i København. Klubben blev stiftet den 7. september 1999 som en sammenslutning af B 1972 (stiftet 1972), Boldklubben Dalgas (stiftet 1922) og Frederiksberg Kammeraternes Idræts Forening (stiftet 1930).

## Klubbens historie
Klubben debuterede i KBU's serie 2 i forårssæsonen 2000, hvor den sikrede sig oprykning til serie 1 i første sæson. Siden da har ambitionerne været store i klubben, men det gik ikke helt som håbet i de første år. Man var godt nok tæt på oprykningen i 2003, hvor den tidligere Silkeborg-spiller Torben Jørgensen stod i spidsen for FA 2000, men siden da fulgte et par kaotiske sæsoner, hvor man i 2006 blot var et enkelt point fra at rykke ud af serie 1.
Det var her, at den tidligere FC København-spiller Iørn Uldbjerg kom til som træner for holdet ved efterårssæsonens start, og han fik stille og roligt bevæget holdet væk fra bunden og op i toppen af serie 1, men i den afgørende kamp i 2008 i Fælledparken tabte man 3-2 til Boldklubben Viktoria i en dramatisk kamp, hvor man ellers førte 2-0 ved pausen.
I 2009 blev turneringen omlagt til at starte i efteråret, hvilket gav en halv sæson med en gylden mulighed for oprykning, men stor afgang i vinterpausen betød, at FA 2000 måtte nøjes med en 8. plads. Det lykkedes dog holdet at kvalificere sig til hovedrunden i DBU Pokalen for første gang i klubbens korte historie.
Skuffelsen betød, at man valgte at oprette et sportsudvalg til at varetage udviklingen i klubben, og udvalgets første opgave blev at ansætte Carsten Rust som ny cheftræner. Han havde ført KFUMs Boldklub op i Københavnsserien, og det så da også længe ud til, at han skulle skaffe FA 2000 den længe ventede oprykning. Men en dårlig periode i foråret skulle ende med at koste dyrt. Et nederlag på 2-1 i Dragør Boldklub fire runder før tid kostede reelt set oprykningen, og træner Carsten Rust valgte at stoppe – dog ikke på grund af den manglende oprykning, men af private årsager. Debutkampen for Carsten Rust var i øvrigt 1. runde af DBU Pokalen mod Allerød FK fra 2. division, hvor man trods en flot fight tabte med 0-2.
Ny mand i trænersædet blev Jan Carlsen, og han fik ikke den bedste start på sæsonen med nederlag til både Dragør og Sundby i de første ni runder, og på klubbens hjemmeside blev der talt om at glemme oprykningen. Men det var der ingen grund til. I juni 2011 sikrede FA 2000 sig for første gang i historien oprykning til Københavnsserien med en sejr på 4-2 over KFB efter en serie på 17 kampe i træk uden nederlag – heraf blev de 15 af kampene vundet. Ikke mindst udviklede hjemmebanen FA Park sig til lidt af et fort for FA 2000, i og med man ikke tabte i 24 kampe i træk i egen hule i serie 1.
Den fine serie blev dog brudt allerede i første kamp i efteråret i Københavnsserien, hvor Fremad Valby tog fra Frederiksberg med en 1-0 sejr. Men efteråret var dog mere end godkendt med en 3. plads til debutanterne i rækken – blot ét point fra førstepladsen. Fremgangen fortsatte i foråret, hvor man hurtigt fik sat sig på førstepladsen i rækken, og kun en mindre nedtur med to kampe i træk uden sejr var ved at koste oprykningen. Den blev dog endegyldigt sikret med en sejr på 3-2 på udebane mod Kastrup Boldklub 9. juni 2012, hvorfor FA 2000 fra efteråret 2012 er at finde i Danmarksserien.
Foråret bød også på historiens første opgør med lokalrivalerne fra Frederiksberg Boldklub. Selv om FB historisk set har status af storebror og lå i Danmarksserien, så endte opgøret i DBU Pokalen med en fortjent sejr på 2-0 til FA 2000.
Der var store forventninger til debut-sæsonen i Danmarksserien for FA 2000, men starten udviklede sig til lidt af et mareridt. Således gik man otte kampe uden sejr, inden Virum-Sorgenfri Boldklub blev besejret med 2-0 på Frederiksberg Stadion, og den sejr blev så startskuddet til en serie af flotte resultater, så man sluttede fem point over nedrykningsstregen ved vinterpausen. Den var samtidig en afsked med succes-træner Jan Carlsen, som selv valgte at stoppe, og han blev afløst af den tidligere Superliga-træner Carsten Broe, som tidligere har trænet Sønderjyske og har den højeste træneruddannelse.
Tiden under ham ændrede dog ikke på, at FA 2000 var i den tunge ende af Danmarksserien og først på næstsidste spilledag fik reddet livet med en sejr på 4-2 over Boldklubben Skjold. Det blev også kun til det ene halve år for Carsten Broe, som efter eget ønske stoppede som cheftræner og i stedet blev talentchef i klubben. Assistent Martin Lindholdt blev i stedet forfremmet til førsteholdstræner, og indtil videre med stor succes, idet FA 2000 i den første halvsæson med Martin Lindholdt som træner endte på andenpladsen i Danmarksserien.
Foråret startede også fremragende med fem sejre i træk, hvilket på et tidspunkt gav et hul på fire point ned til rivalerne fra Herlev. Desværre kunne man ikke holde dampen oppe, og specielt nederlaget til AB Tårnby på tredjesidste spilledag blev for dyrt - med en sejr her, kunne man selv have afgjort skæbnen i de to sidste runder. I sidste runde var man i kort tid blot en enkelt Virum-scoring mod Herlev fra at tage pladsen i 2. division, men måtte se Herlev løbe med oprykningen. Tredjepladsen var dog den flotteste placering i klubbens historie.

### Klubbens trænere
- 2000-2001: Jan Finn Hansen (Dunte)
- 2002: Jan Finn Hansen og Michael Kristensen (Dunte / Krisser)
- 2003-2004: Torben Jørgensen
- 2005: ikke tilgængeligt
- Forår 2006: Tom Nielsen
- 2006-2009: Iørn Uldbjerg
- 2009-2010: Carsten Rust
- 2010-2012: Jan Carlsen
- Forår 2013: Carsten Broe
- 2013-2015: Martin Lindholdt
- Efterår 2015: Martin Jungsgaard
- Forår 2016: Carsten Broe
- 2016-2017: Tim Ilsø
- 2017-2022: Jesper Pedersen
- 2022-2023 Jonas Hjortshøj
- 2023-* Semere Haile

### Klubbens formænd
- 2000-2020: Jan Busk
- 2020-*: Tommy Burmeister Madsen

### Klubbens sportschefer
- 2009-2014: Steffen Dam
- 2015-2016: Carsten Broe
- 2017-2022: Steffen Dam
- 2022-2023: Mads Agner Veng
- 2023-2024: Steffen Dam
- 2025- : Christoffer Balle

## Klubbens resultater

### Bedrifter i Danmarksturneringen
De sportslige resultater for klubbens førstehold i Danmarksturneringen og de lokale serier under KBU igennem årene:
| N. | Række                   | Nr.       | Statistik        | Topscorer                  | Bem.       |
| 3 | 2. division, 23/24      | 11. plads | 32-8-8-16 38-51  | Casper Holmelund, 7 mål    | Nedrykning |
| 4 | 3. division, 22/23      | 2. plads  | 32-17-7-8 56-32  | Lucas Simonsen, 12 mål     | Oprykning  |
| 3 | 2. division, 21/22      | 12. plads | 32-6-9-17 29-54  | Hamid Khalidan, 7 mål      | Nedrykning |
| 3 | 2. division øst, 20/21  | 6. plads  | 26-11-8-7 29-24  | Lucas Lodberg, 9 mål       |            |
| 3 | 2. division, 19/20      | 17. plads | 23-7-6-10 29-41  | Sebastian Jacobsen, 9 mål  |            |
| 4 | Danmarksserien, 18/19   | 1. plads  | 27-17-4-6 75-44  | Sebastian Jacobsen, 23 mål | Oprykning  |
| 4 | Danmarksserien, 17/18   | 5. plads  | 27-10-3-14 46-55 | Mohamed Azaquoun, 8 mål    |            |
| 5 | Københavnsserien, 16/17 | 1. plads  | 26-20-1-5 80-32  | Mohamed Azaquoun, 33 mål   | Oprykning  |
| 4 | Danmarksserien, 15/16   | 13. plads | 26-3-7-16 25-50  | Sebastian Jacobsen, 7 mål  | Nedrykning |
| 4 | Danmarksserien, 14/15   | 6. plads  | 26-13-5-8 59-35  | Sebastian Jacobsen, 15 mål |            |
| 4 | Danmarksserien, 13/14   | 3. plads  | 26-13-7-6 53-30  | Lasse Nielsen, 11 mål      |            |
| 4 | Danmarksserien, 12/13   | 9. plads  | 26-7-9-10 35-41  | Lasse Nielsen, 9 mål       |            |
| 5 | Københavnsserien, 11/12 | 1. plads  | 26-19-3-4 74-26  | Benjamin Mathiesen, 18 mål | Oprykning  |
| 6 | KBU Serie 1, 10/11      | 1. plads  | 26-20-4-2 91-30  | John Fossum, 21 mål        | Oprykning  |
| 6 | KBU Serie 1, 09/10      | 3. plads  | 26-16-5-5 65-27  | Kevin Jørgensen            |            |
| 6 | KBU Serie 1, forår 2009 | 8. plads  | 14-6-3-5 26-23   | i/t                        |            |
| 7 | KBU Serie 1, 2008       | 4. plads  | 26-13-5-8 55-40  | i/t                        |            |
| 7 | KBU Serie 1, 2007       | 4. plads  | 26-14-7-5 62-34  | i/t                        |            |
| 7 | KBU Serie 1, 2006       | 9. plads  | 26-8-7-11 37-45  | i/t                        |            |
| 7 | KBU Serie 1, 2005       | 11. plads | 26-8-3-15 41-59  | i/t                        |            |
| 7 | KBU Serie 1, 2004       | 8. plads  | 26-11-3-12 51-56 | i/t                        |            |
| 7 | KBU Serie 1, 2003       | 3. plads  | 26-12-7-7 62-41  | i/t                        |            |
| i/t: Ikke tilgængelig, N.: Rækkens niveau i den pågældende sæson, Nr.: Slutplacering, Bem.: Bemærkning(er) |                         |           |                  |                            |            |

Note: I sæsonen 19/20 dækker 17. pladsen over en femteplads i nedrykningsspillet, som reelt set svarede til en 17. plads af de 24 hold (der var 12 hold i oprykningsspillet).

### DBU's Landspokalturnering
De sportslige resultater for klubben i DBU's Landspokalturnering igennem årene:
| Sæson | Runde    | Hjemmebanehold | Resultat       | Udebanehold                         | Bem. |
| 2009/10 |          |                |                |                                     |      |
| 1. runde | FA 2000  | 0-2            | Allerød FK     | Nederlag                            |      |
| 2010/11 |          |                |                |                                     |      |
| 1. runde | FA 2000  | 3-4            | Fremad Valby   | Nederlag                            |      |
| 2014/15 |          |                |                |                                     |      |
| 1. runde | Rødovre  | 2-1            | FA 2000        | Nederlag                            |      |
| 2015/16 |          |                |                |                                     |      |
| 1. runde | FA 2000  | 1-3            | Greve Fodbold  | Nederlag                            |      |
| 2020/21 |          |                |                |                                     |      |
| 1. runde | FA 2000  | 0-3            | HB Køge        | Nederlag                            |      |
| 2021/22 |          |                |                |                                     |      |
| 1. runde | Avarta   | 1-3            | FA 2000        | Sejr                                |      |
| 2. runde | Svebølle | 0-1            | FA 2000        | Sejr                                |      |
| 3. runde | FA 2000  | 0-3            | Hvidovre IF    | Nederlag                            |      |
| 2022/23 |          |                |                |                                     |      |
| 1. runde | Avarta   | 1-3            | FA 2000        | Sejr                                |      |
| 2. runde | Allerød  | 0-3            | FA 2000        | Sejr                                |      |
| 3. runde | FA 2000  | 0-6            | FC Midtjylland | Nederlag                            |      |
| 2023/24 |          |                |                |                                     |      |
| 1. runde | Nakskov  | 1-8            | FA 2000        | Sejr                                |      |
| 2. runde | Taastrup | 0-5            | FA 2000        | Sejr                                |      |
| 3. runde | FA 2000  | 2-3            | AB             | Nederlag efter forlænget spilletid. |      |
| 2024/25 |          |                |                |                                     |      |
| 1. runde | FA 2000  | 1-5            | HB Køge        | Nederlag                            |      |
| Resultat: Efter ordinær spilletid, efs: Efter forlænget spilletid, str: Efter straffespark, Bem.: Bemærkning(er) |          |                |                |                                     |      |